# Brug 934
Brug 934 is een bouwkundig kunstwerk in Amsterdam-Noord.

## Brug 934
De brug in de vormt van een dubbel viaduct uit 1967/1968 is gebouw als onderdeel van een fietsroute langs de Leeuwarderweg. Die onderliggende voet- en fietsroute kruist hier de bovenliggende Nieuwe Purmerweg dat op een halfhoog dijklichaam ligt. Die keus komt voor uit de destijds populaire indeling tussen langzaam en snelverkeer. De Nieuwe Purmerweg heeft ter plaatse gescheiden rijwegen, waardoor er een viaduct per rijrichting werd gekozen; anders was de lengte van de voet/fietstunnel te lang geworden voor het doordringen van voldoende daglicht.
Het kunstwerk is ontworpen door Dirk Sterenberg van de Dienst der Publieke Werken. Sterenberg ontwierp dit viaduct (hij zou er meer dan 170 ontwerpen) in de stijl van de brug 939 en brug 961 met in 45 graden staande blauwe staalplaten in de balustrades en leuningen. Die staalplaten lopen bij brug 934 aan de zuidwestkant door op de keermuur in het talud. De brug is uitgevoerd in de standaardkleuren wit, lichtgrijs en blauw.
Het voet-/fietspad loopt ten noorden van de brug 934 middels de Loenermarkbrug (brug 935) over in de straat/buurt Loenermark. 

## Brug 942
Brug 934 had ten noorden van die buurt in brug 942 een tweelingzus. Over hetzelfde voet-/fietspad werd daar in de IJdoornlaan in dezelfde periode eenzelfde dubbel viaduct neergelegd.. Ook de IJdoornlaan ligt op een dijklichaam. Ook dit dubbele viaduct was ontworpen door Sterenberg, maar moest wijken voor de aanleg van het gebied rondom metrostation Noord.

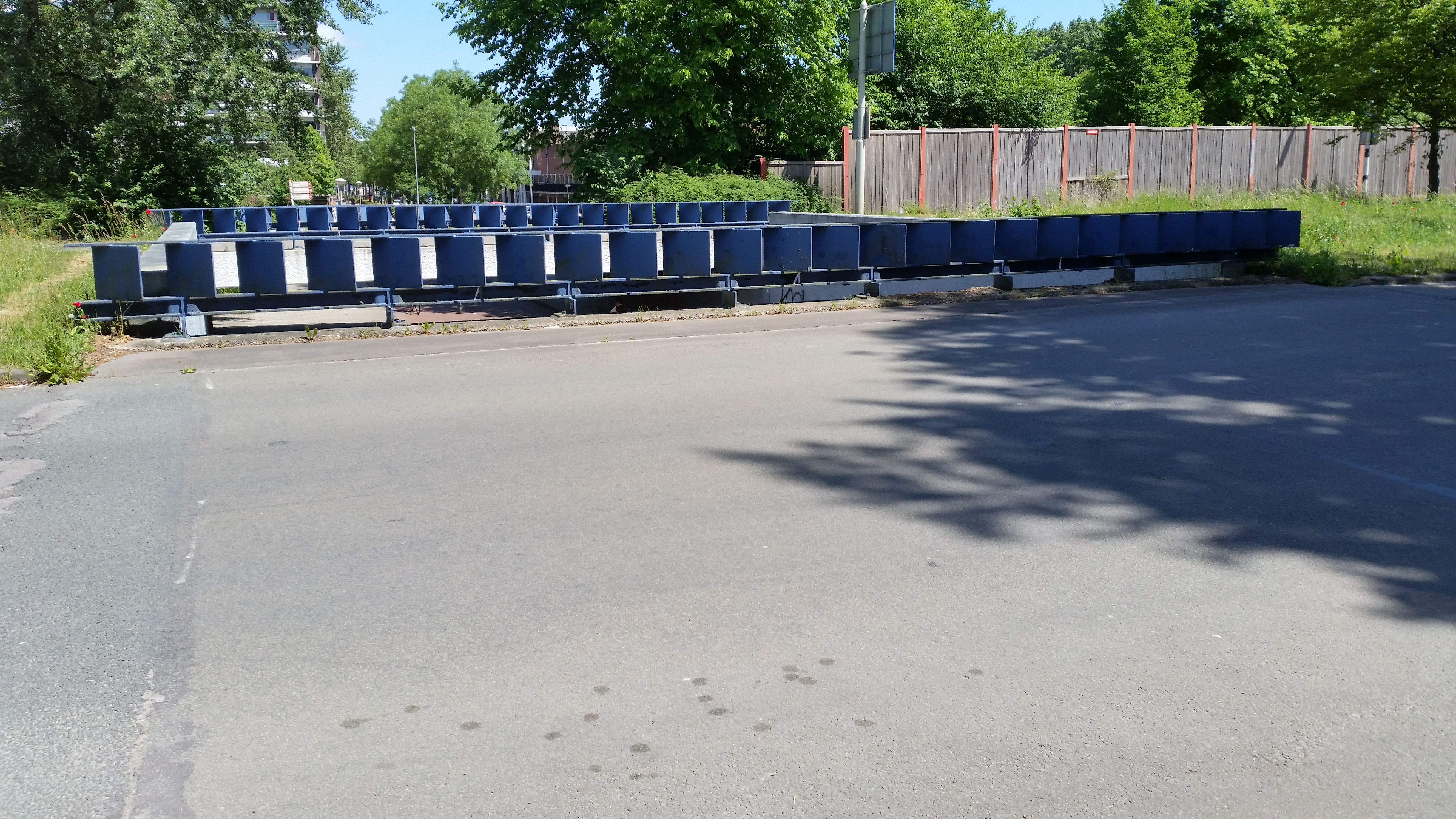
Viaduct in Nieuwe Purmerweg (mei 2020)

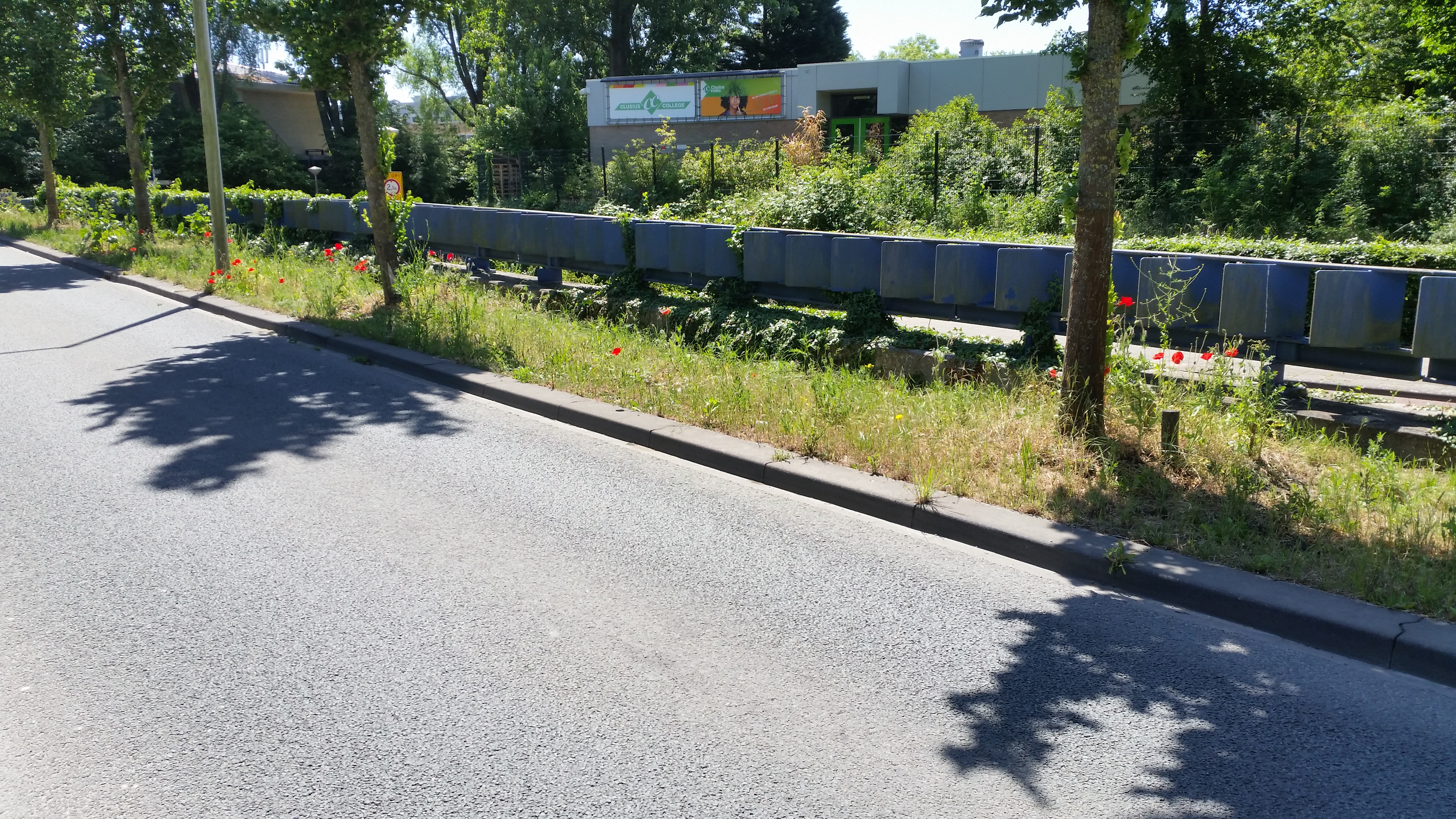
Staalplaten op de keermuur (mei 2020)

<<< · 900 · 901 · 904 · 905 · 906 · 907 · 908 · 909 · 912 · 913 · 914 · 915 · 916 · 917 · 918 · 919 · 920 · 923 · 924 · 930 · 932 · 933 · 934 · 935 · 936 · 937 · 939 · 943 · 944 · 945 · 946 · 947 · 948 · 949 · 950 · 951 · 952 · 953 · 954 · 956 · 957 · 958 · 959 · 960 · 961 · 962 · 963 · 964 · 965 · 966 · 967 · 968 · 970 · 971 · 972 · 973 · 974 · 975 · 978 · 979 ·  980 · 981 · 984 · 985 · 986 · 987 · 988 · 989 · 990 · 991 · 992 · 993 · 994 · 995 · 996 · 997 · 998 · 999 · >>>
Brugnummers  902, 903, 910, 911, 920, 921, 922, 925, 926, 927, 928, 929, 931, 937, 938, 940, 941, 942, 955, 969, 976, 977, 982, 983 zijn niet (meer) vergeven.